# Monowitz

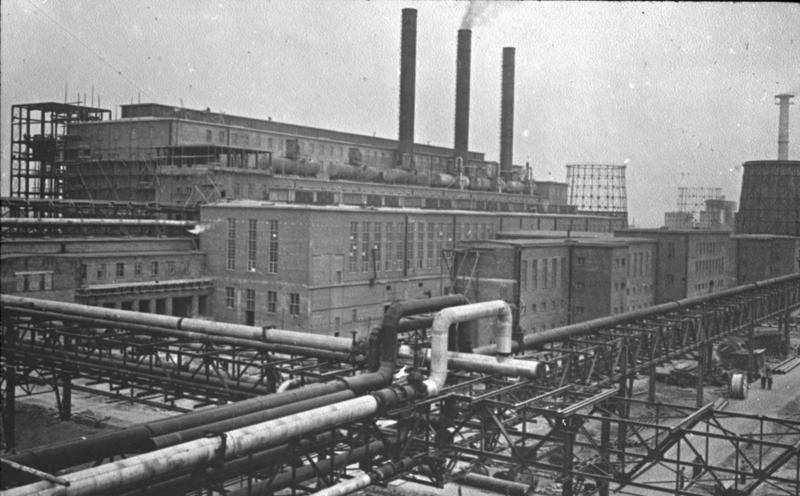
IG Farbens fabrik i Monowitz i närheten av Auschwitz.

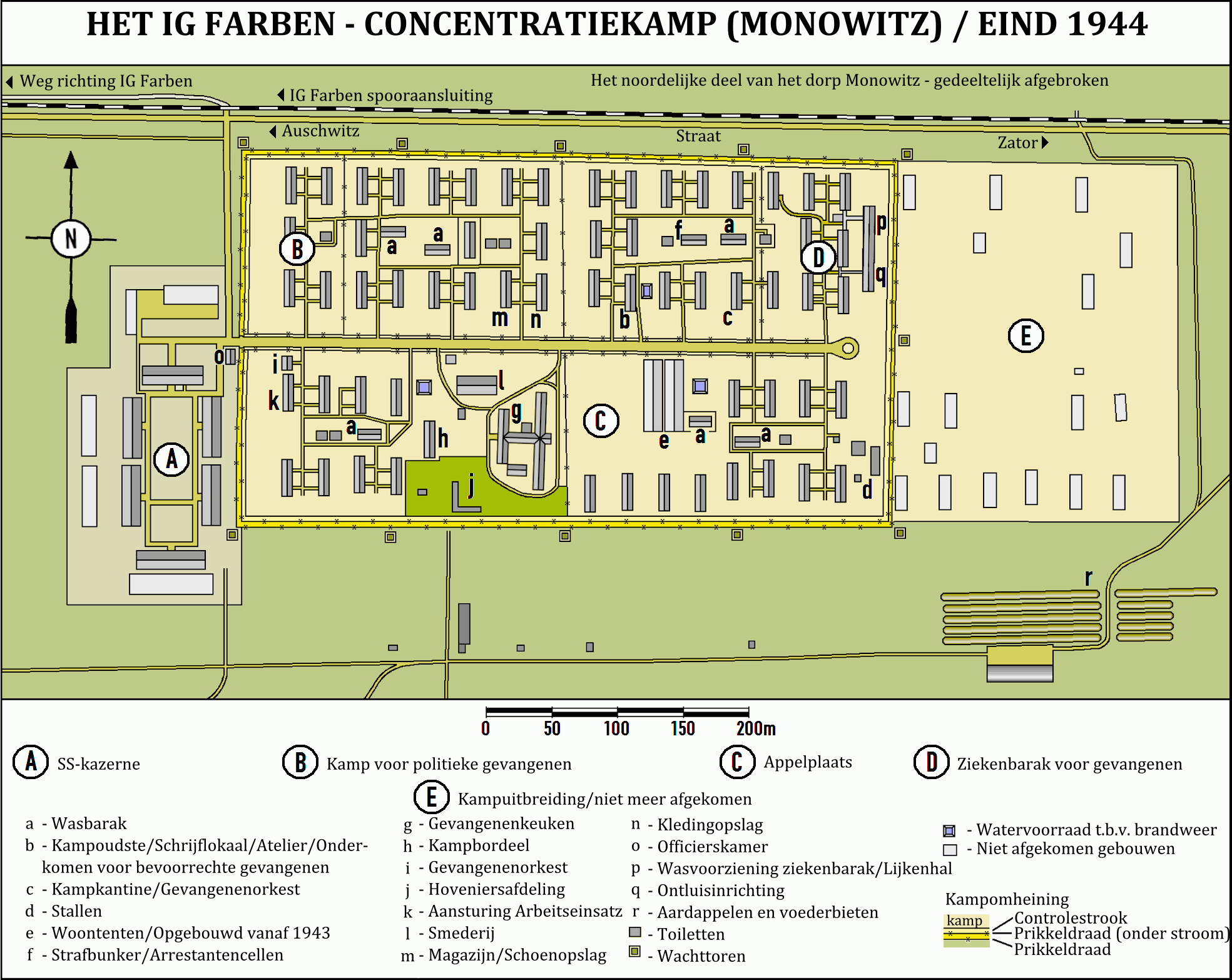
Plan över Monowitz i slutet av år 1944.

Monowitz, även känt som Auschwitz III och Monowitz-Buna, var ett koncentrationsläger i östra delen av den polska orten Oswiecim som byggdes åt den tyska industrikoncernen IG Farben. Det var ett av tre huvudläger i Auschwitz lägersystem och fick sitt namn efter det tyska namnet på orten, på polska heter orten Monowice. Arbetslägret (tyska: Arbeitslager) Monowitz grundades i oktober 1942 och rymde som mest omkring 12 000 fångar.  
Lägerfångarna sattes i tvångsarbete hos närbelägna IG Farben, som ett sätt att tillgodose behovet av arbetskraft till Buna-Werke. IG Farbenkoncernen tillverkade bland annat insektsbekämpningsmedlet Zyklon B som kom att användas som giftgas i Auschwitz-Birkenau. I fabriken i Monowitz tillverkades på syntetisk väg gummi och olja, två stora bristvaror i slutet av andra världskriget. I närheten byggde även Siemens-Schuckert och Kruppkoncernen upp verksamheter. Den beräknade livslängden för arbetare vid Buna-Werke var tre till fyra månader.  
I november 1943 fick Monowitz en egen lägeradministration. Från den 22 november 1943 till januari 1945 var SS-Hauptsturmführer Heinrich Schwarz lägrets kommendant. SS-Obersturmführer Walter Schmidetzki var från 1944 chef för lägrets administrationskontor. 
Den 18 januari tömdes lägret på alla fångar som bedömdes vara vid tillräckligt god hälsa och dessa tvingades ut på en dödsmarsch till ett läger i Gleiwitz (Gliwice). De kvarvarande fångarna befriades den 27 januari 1945 av Röda armén. 
Bland dem som internerats i Monowitz märks bland andra kemisten och författaren Primo Levi, samt nobelpristagaren Elie Wiesel.  
Av koncentrationslägret finns inget kvar, men industriområdet existerar fortfarande. 